# Xastilia
Xastilia is een geslacht van weekdieren uit de klasse van de Gastropoda (slakken).

## Soort
- Xastilia kosugei Bouchet & Houart, 1994